# Outram Park (metrostation)
Outram Park is een metrostation van de metro van Singapore aan de East West Line en de North East Line. Vanaf 2021 worden ook de perrons van de Thomson-East Coast Line in het station geopend.

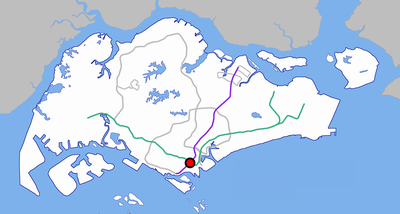